# سول (سومالی)
سول (به لاتین: Sool) یک منطقهٔ مسکونی در سومالی‌لند است. سول ۳۲۷٬۴۲۸ نفر جمعیت دارد.